# Mel Collins
Melvyn Desmond Collins, mais conhecido por Mel Collins (Ilha de Man, 5 de Setembro de 1947) é um saxofonista e flautista britânico. Atualmente é membro da banda 21st century Schizoid Band.
Ele trabalhou com um grande número de músicos, incluindo Alexis Korner, Clannad, Eric Clapton, Bad Company, Dire Straits, Bryan Ferry, Marianne Faithfull, The Rolling Stones e muitos outros, mas seu trabalho mais importante foi como membro das bandas de rock progressivo King Crimson, Camel, Caravan, e The Alan Parsons Project. No King Crimson ele substituiu Ian McDonald, tocando os mesmos três instrumentos que ele em In the Wake of Poseidon, Lizard e Islands antes de reaparecer como músico convidado no álbum Red.
Ele é atualmente membro do grupo King Crimson "revival", 21st century Schizoid Band com outros ex-membros do Crimson.
Collins tocou sax solo no The Rolling Stones 1978 #1 single "Miss You".
Ele também fez uma participação no show ao vivo de Harald Schmidt, ao lado do ex-baixista do Can, Rosko Gee, entre outros.

## Discografia selecionada
- Alan Parsons Project: Eye in the Sky; Ammonia Avenue
- Joan Armatrading: Show Some Emotion; Walk Under Ladders; Key
- Bad Company: Bad Company; Burning Sky; Rough Diamonds
- Barón Rojo: Volumen Brutal
- Bucks Fizz: Bucks Fizz; Writing On The Wall
- Eric Burdon: Darkness Darkness
- The Byron Band: Lost And Found
- David Byron: On the Rocks
- Camel: Rain Dances; A Live Record; Breathless; I Can See Your House From Here; Nude; Stationary Traveller; Pressure Points
- Jim Capaldi: The Sweet Smell of... Success; Let the Thunder Cry; Fierce Heart; Some Come Running
- Caravan: Back to Front; Collection
- Clannad: Macalla; Sirius; Pastpresent; Anam; Lore
- Eric Clapton: Slowhand
- Joe Cocker: Cocker
- Terence Trent D'arby: Introducing the Hardline According to
- Dire Straits: Twisting by the Pool [EP]; Alchemy; Money for Nothing
- Bryan Ferry: Let's Stick Together; In Your Mind; Taxi
- Humble Pie: Thunderbox; Street Rats
- King Crimson: In the Wake of Poseidon; Lizard; Islands; Earthbound; Red
- Alexis Korner: Accidentally Born in New Orleans; Snape Live on Tour; Alexis Korner; Mr. Blues; The Party LP; And Friends
- Alvin Lee: Road to Freedom; In Flight; Pump Iron; Pure Blues
- Phil Lynott: Philip Lynott Album
- Phil Manzanera: Listen Now; K Scope; Guitarissimo (1975-1982)
- Meat Loaf: Blind Before I Stop
- Natasha England (Natasha): Captured Album and Iko Iko single
- No-Man: Flowermouth; Wild Opera
- Robert Palmer: Pressure Drop
- Cozy Powell: Tilt
- Gerry Rafferty: Night Owl; Snakes and Ladders; Sleepwalking; North & South; On A Wing And A Prayer; Over My Head
- Cliff Richard: 31st of February Street; Now You See Me...Now You Don't
- Rolling Stones: Love You Live; Some Girls
- Small Faces: Playmates
- Chris Squire: Fish Out Of Water
- Stray Cats: Rant N' Rave with the Stray Cats
- David Sylvian: Gone to Earth
- Tears for Fears: The Hurting; Songs from the Big Chair
- Pete Townshend/Ronnie Lane: Rough Mix
- Tina Turner: Private Dancer
- Uriah Heep: Return to Fantasy
- Roger Waters: Radio K.A.O.S.
- Richard Wright: Wet Dream

## Bandas por ano
- Eric Burdon saxofonista:1965;1980
- Circus saxofonista 1969
- King Crimson saxofonista/flautista 1970-72;1974
- Alexis Korner saxofonista 1972-82
- Alvin Lee saxofonista 1973-2000
- Bad Company saxofonista 1974-82
- Snafu saxofonista 1974-75
- Humble Pie saxofonista 1974-75
- Uriah Heep saxofonista 1975
- Phil Manzanera saxofonista 1975-87
- Bryan Ferry 1976-93
- Eric Clapton saxofonista 1977
- The Small Faces saxofonista 1977
- Streetwalkers saxofonista 1977
- Camel saxofonista 1977-84
- Joan Armatrading saxofonista 1977-83
- The Rolling Stones saxofonista 1977-78
- Ian Matthews saxofonista 1978-79
- Gerry Rafferty Saxophonist 78-94
- Anthony Phillips saxofonista/flautista 1978-80
- Sally Oldfield saxofonista 1980-83
- Jim Capaldi saxofonista 1980-88
- Marianne Faithfull saxofonista 1981
- Caravan saxofonista 1981
- The Alan Parsons Project Saxophonist 1982-84
- Cliff Richard saxofonista 1982-83
- Dire Straits saxofonista 1983
- Wang Chung saxofonista 1983
- Tears for Fears saxofonista 1983-85
- 10cc saxofonista 1983
- Eberhard Schoener saxofonista:1983
- Roger Waters and the Bleeding Heart Band saxofonista 1984-87
- Go West saxofonista 1985
- Clannad saxofonista 1985;1994-98
- 21st century Schizoid Band saxofonista/flautista 2002-atualmente